# Acalypha salviifolia
Acalypha salviifolia é uma espécie de flor do gênero Acalypha, pertencente à família Euphorbiaceae.